# Wat Thepthidaram

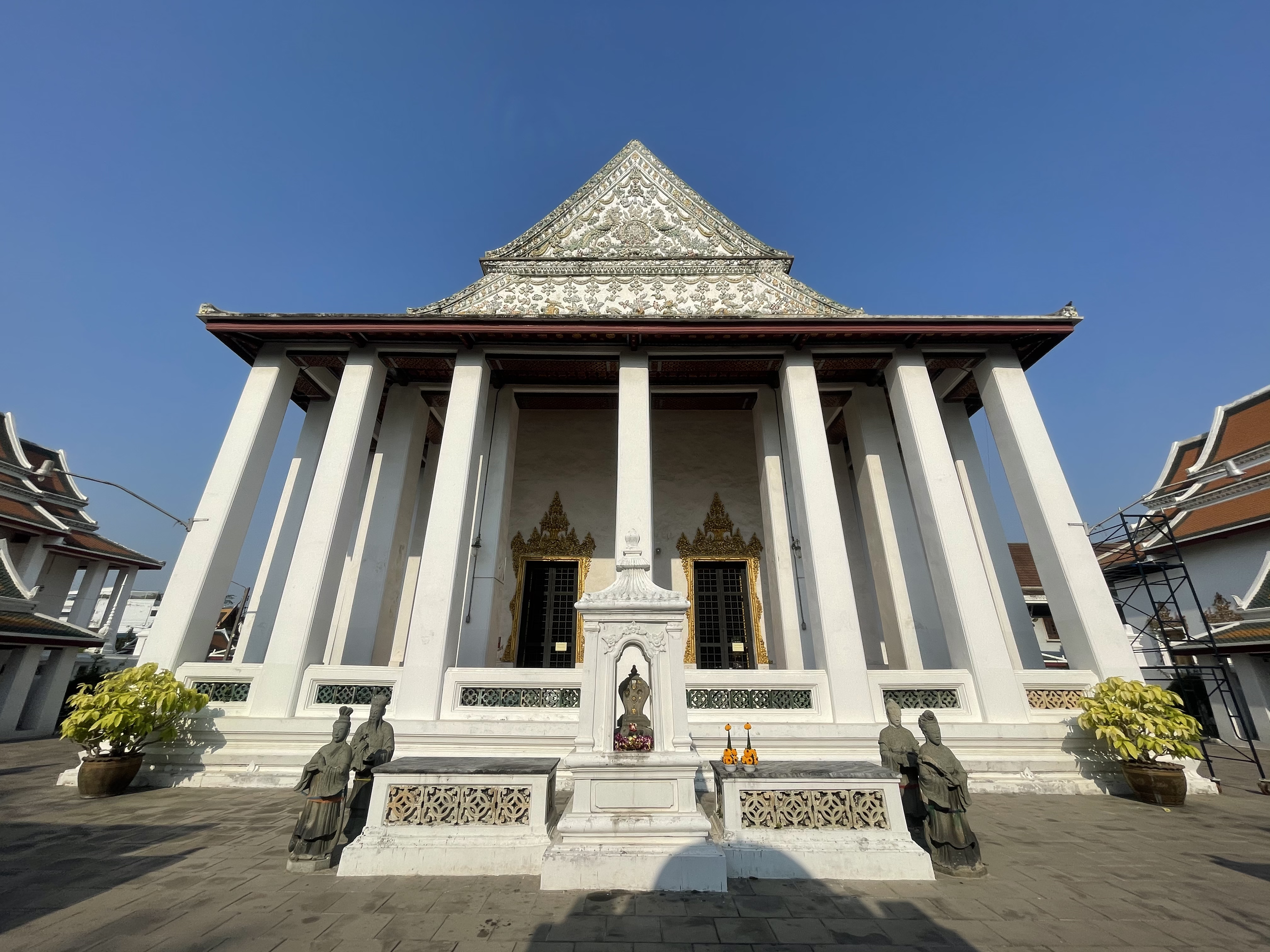
Wat Thepthidaram: Eingangsbereich mit Ubosot im Hintergrund

Der Wat Thepthidaram (Thai วัด เทพธิดาราม, Tempel der Engelstochter, vollständiger Name: Wat Thepthidaram Woraviharn – วัดเทพธิดารามวรวิหาร) ist eine buddhistische Tempelanlage (Wat) im inneren Bereich der Rattanakosin-Insel in Bangkok. Die Anlage wurde zwischen 1836 und 1839 von König Rama III. zu Ehren seiner ältesten Lieblings-Tochter Vilas (voller Name: Krommamuen Apsorn Sudathep, กรมหมื่นอัปสรสุดาเทพ) errichtet. Wat Thepthidaram ist ein Königlicher Tempel Dritter Klasse.

## Lage
Der Tempel liegt im Bezirk Phra Nakhon, am östlichen Rand der historischen Rattanakosin-Insel. Er liegt direkt südlich des Wat Ratchanatdaram und südwestlich des Wat Saket, dessen „Goldener Berg“ (Phu Khao Thong) weithin sichtbar ist. Vor dem Tempel führt die Mahachai Road direkt an den Überresten der alten Stadtmauer vorbei.

## Geschichte
Obwohl König Rama III. bereits mehrere Tempel in Bangkok restauriert hatte, so war Wat Thepthidaram der erste Neubau seiner Regierungszeit. Der Bau im damaligen Bezirk Suan Lauang Phraya Krai (สวนหลวงพระยาไกร) am Samran-Rat-Tor (ประตู สำราญราษฎร์) wurde vom Bauleiter Prinz Laddawan überwacht. Dieser Ort war insofern bemerkenswert, als es zu jener Zeit ein Transport-Zentrum für die östliche Rattanakosin-Insel darstellte: direkt nördlich verlief ein Verbindungs-Kanal (Khlong), der heute Khlong Wat Thepthidaram genannt wird. Er verbindet den inneren Stadtbefestigungs-Kanal, den Khlong Lord mit dem Khlong Robb Krung (wörtlich: „Kanal, der die ganze Stadt umschließt“). Über den Khlong Maha Nak (คลองมหานาค) bestand so eine direkte Verbindung vom Königspalast zu den östlichen Landesteilen Siams. Als der Tempel 1893 fertiggestellt worden war, knüpfte während der Eröffnungs-Zeremonie der König persönlich das zeremonielle Band rund um den Tempel und verlieh ihm offiziell die Landrechte.

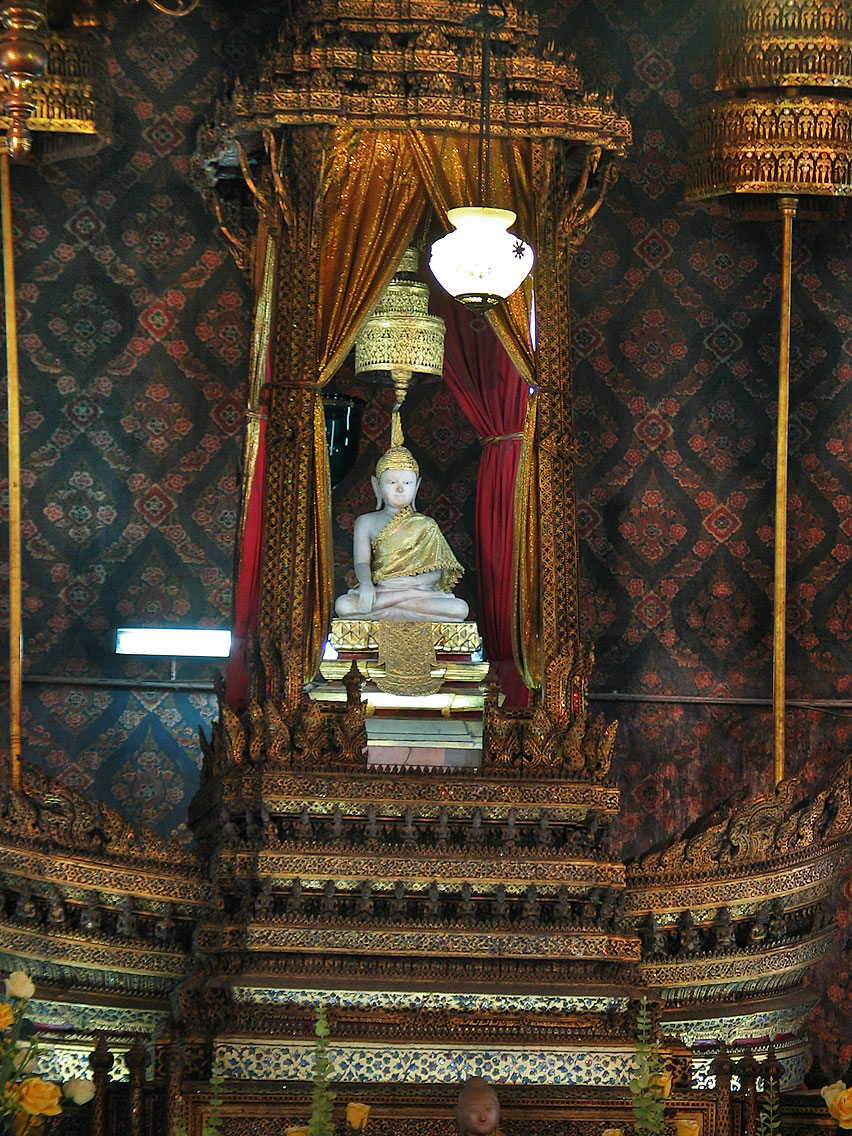
Luang Phor Khao, Ubosot des Wat Thepthidaram

## Architektur
Gemäß der Tradition ist das Tempelgelände streng in zwei Bereiche getrennt, die westliche Hälfte belegt der Sanghawat, der Wohnbereich der Mönche. Die östliche Hälfte heißt Putthawat, hier befinden sich die dem Buddha geweihten Gebäude, der Ubosot, ein Viharn und ein Sala Kan Parian (Studier-Halle). Jedes Gebäude ist streng west-östlich ausgerichtet und ist von einer eigenen Mauer (Kampheng Kaeo) umgeben, „gekrönte“ Tore bieten Zugang zwischen den einzelnen Gebäuden.
Der zu jener Zeit vom König bevorzugte chinesisch beeinflusste Baustil bekam sogar einen eigenen Namen: Silpa Phra Ratscha Niyom (ศิลปะพระราชนิยม – „vom König bevorzugte Kunst“).
- Der Ubosot zeigt den charakteristischen thai-chinesischen Baustil jener Periode, die Giebel sind mit chinesischem Porzellan dekoriert. An den vier Eckpunkten des Vorhofs um den Ubosot befinden sich mittelhohe Prangs, deren Sockel mit kleinen Bogengängen umgeben sind. Die Haupt-Buddhastatue im Innern im Ubosot ist die Statue Luang Phor Khao (หลวงพ่อขาว, nicht zu verwechseln mit zahlreichen anderen Statuen gleichen Namens, auch: Phra Puttha Devavilasa) aus weißem Marmor im Chiang-Saen-Stil. Er ist über beide Knie gemessen 14 Niu (Thai: นิ้ว) breit und 20 Niu hoch – umgerechnet 28 cm breit und 40 cm hoch (siehe auch: Alte Maße und Gewichte).
- Der Viharn ist in ähnlichem Stil wie der Ubosot erbaut, im Vorhof stehen 14 Chedis in regelmäßigen Abständen. Im Innern befinden sich 43 Statuen kniender Bhikkhunis welche aus Nak, einer typisch thailändischen Zinn-Kupfer-Legierung gegossen wurden.

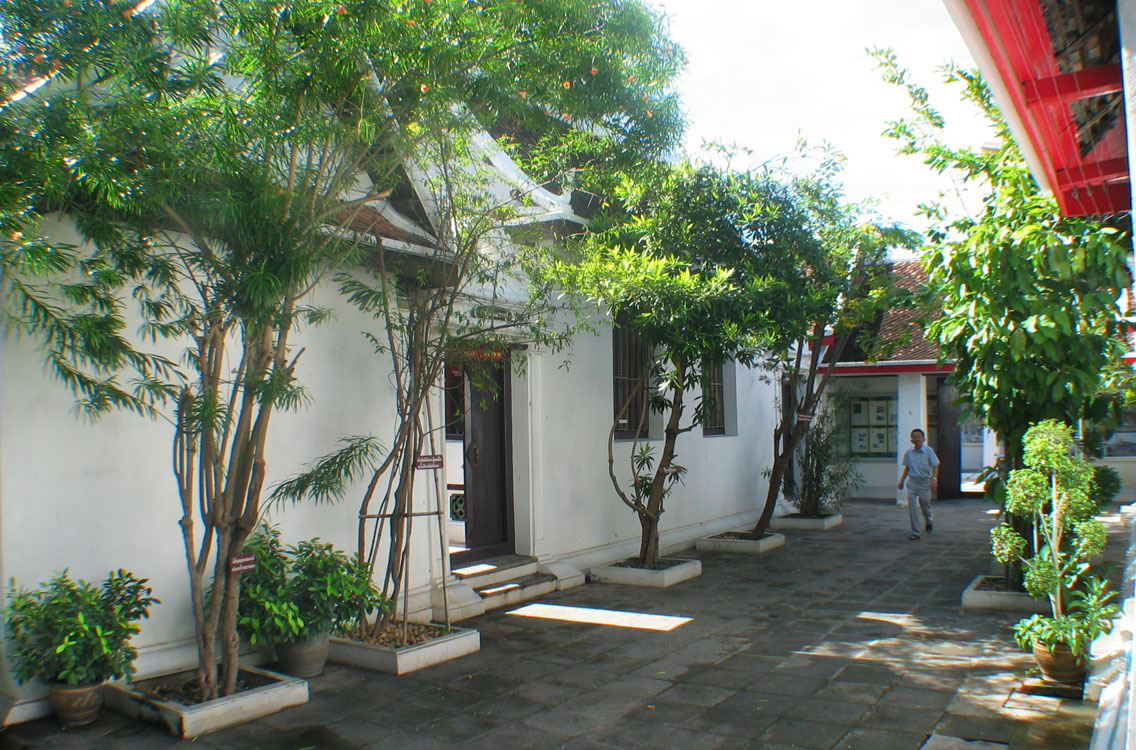
Kuti von Sunthorn Phu

## Weitere Sehenswürdigkeiten
Innerhalb des Tempelbereichs sind viele Steinskulpturen aufgestellt. Sie sind in einem einzigartigen chinesischen Stil hergestellt, sie wurden als Ballast der alten Handelsschiffen aus China mitgebracht.
Die Kutis im Wohnbereich der Mönche wurden ebenfalls von Künstlern aus der Rama-III.-Periode erbaut. Jedes Gebäude ist einzigartig. Bekannt ist Wat Theptidaram durch den längeren Aufenthalt des thailändischen Nationaldichters Sunthorn Phu, der hier zwischen 1839 und 1842 als Mönch gelebt hat. Sein Kuti ist heute zu einem Museum geworden.
In neuerer Zeit versucht das Kloster mit seinem Abt Phra Ratworamithi die klassische thailändische Pi-Phat-Musik sowie die religiös motivierte Tempelmusik Siang Phat wiederzubeleben und zur regelmäßigen Aufführung zu bringen.